# Riserva naturale integrale di Betampona
La Riserva naturale integrale di Betampona è una area naturale protetta del Madagascar, situata in Provincia di Toamasina, istituita nel 1927.
In lingua Betsimisaraka (l'etnia presente sulla costa orientale del Madagascar) Betampona vuol dire "grande collina".

## Territorio
È una riserva integrale, cioè un'area protetta indirizzata alla conservazione della biodiversità, all'interno della quale l'accesso è consentito solo per scopo di ricerca scientifica.
Si trova 40 km a nord-ovest della città di Toamasina. Occupa una superficie di 29,18 km².

## Flora
La riserva protegge un'area di foresta pluviale in cui sono state censite 219 differenti specie arboree, 151 specie di felci, di cui 53 endemiche del Madagascar, e 25 specie di palme.

Tra le specie degne di nota vi sono il ramy (Canarium madagascariense), lo zambo (Mammea bongo), la fandramanana (Aphloia theiformis), pianta dalle virtù medicinali, e la vahiatafana (Combretum sp.).

## Fauna
La riserva ospita 11 diverse specie di lemuri tra cui l'indri (Indri indri), il sifaka diadema (Propithecus diadema), il maki lanoso (Avahi laniger), l'apalemure grigio (Hapalemur griseus), il lemure variegato (Varecia variegata), il lemure dalla fronte bianca (Eulemur albifrons), il lemure donnola (Lepilemur mustelinus), il microcebo rosso (Microcebus rufus) e il microcebo di Simmons (Microcebus simmonsi).

Altri mammiferi presenti sono il fossa (Cryptoprocta ferox), la civetta malgascia (Fossa fossana), l'eupleride Salanoia concolor, il falanuk (Eupleres goudotii), la mangusta dalla coda ad anelli (Galidia elegans) e diverse specie di tenrec (Tenrec ecaudatus, Hemicentetes semispinosus, Oryzorictes hova, Setifer setosus). Molto ricco il contingente dei pipistrelli in cui si annoverano: Rousettus madagascariensis, Taphozous mauritianus, Myzopoda aurita, Miniopterus gleni, Mops leucostigma, Paremballonura atrata, Mormopterus jugularis e Pipistrellus raceyi.

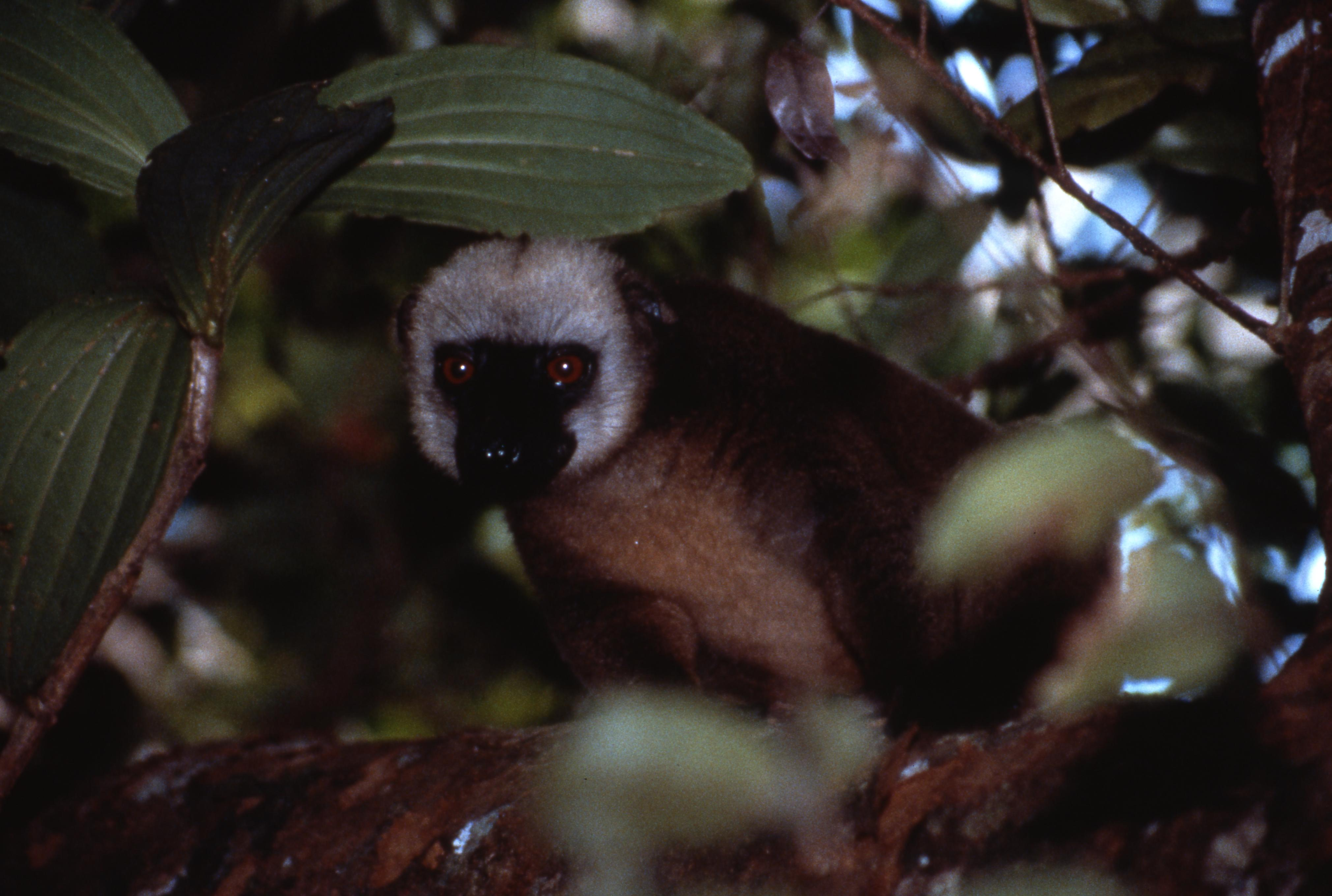
Eulemur albifrons
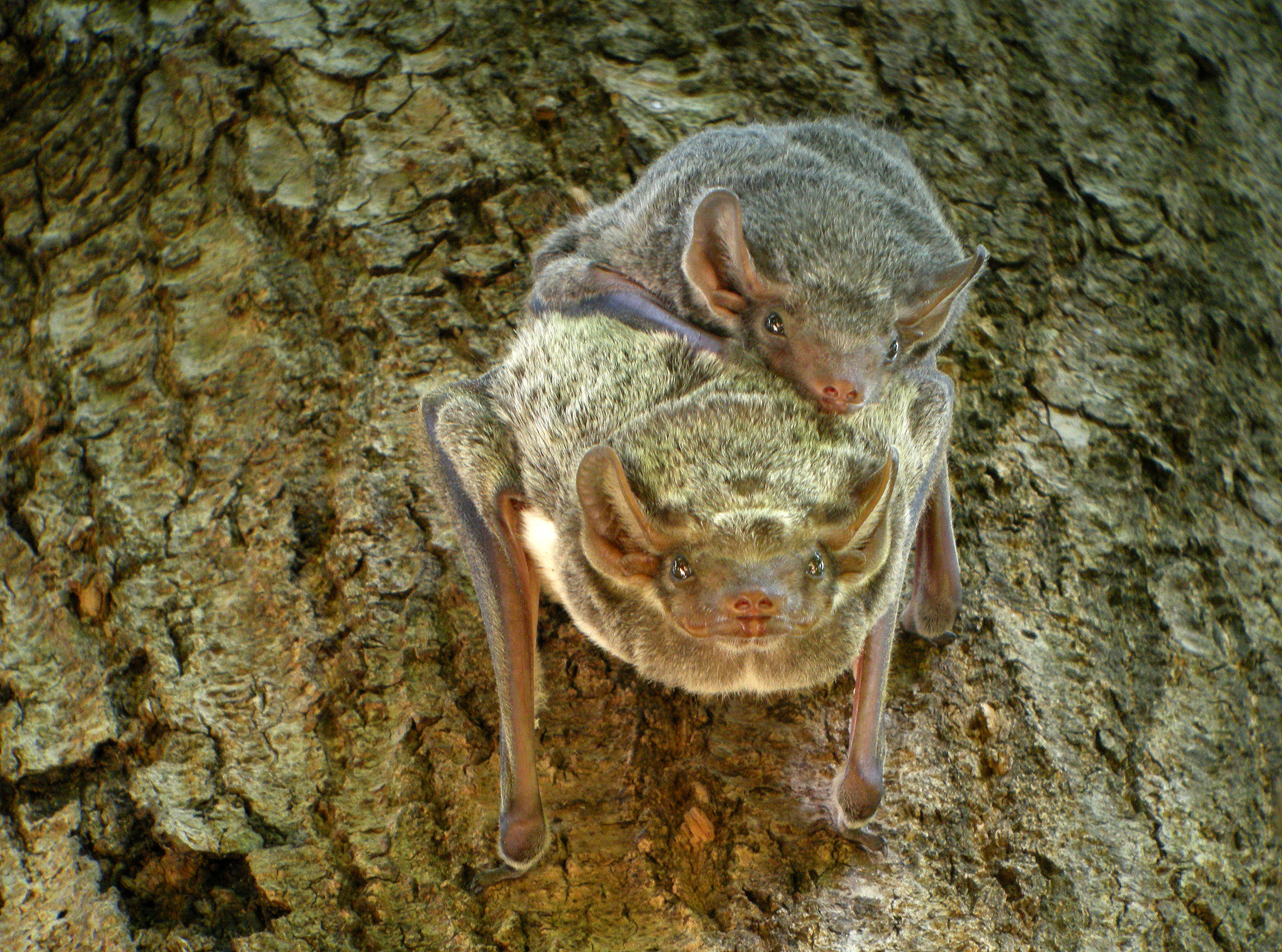
Taphozous mauritianus
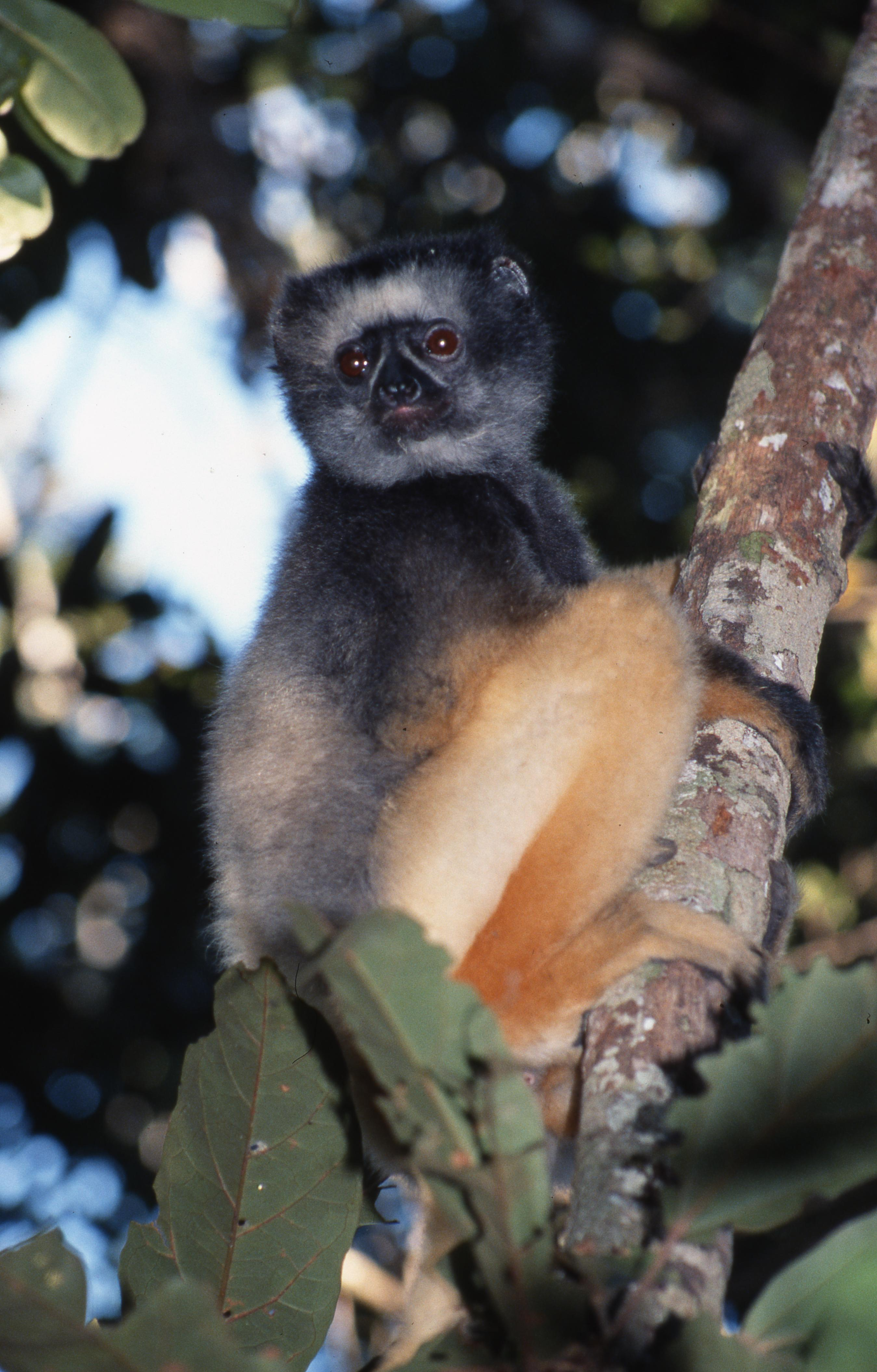
Propithecus diadema
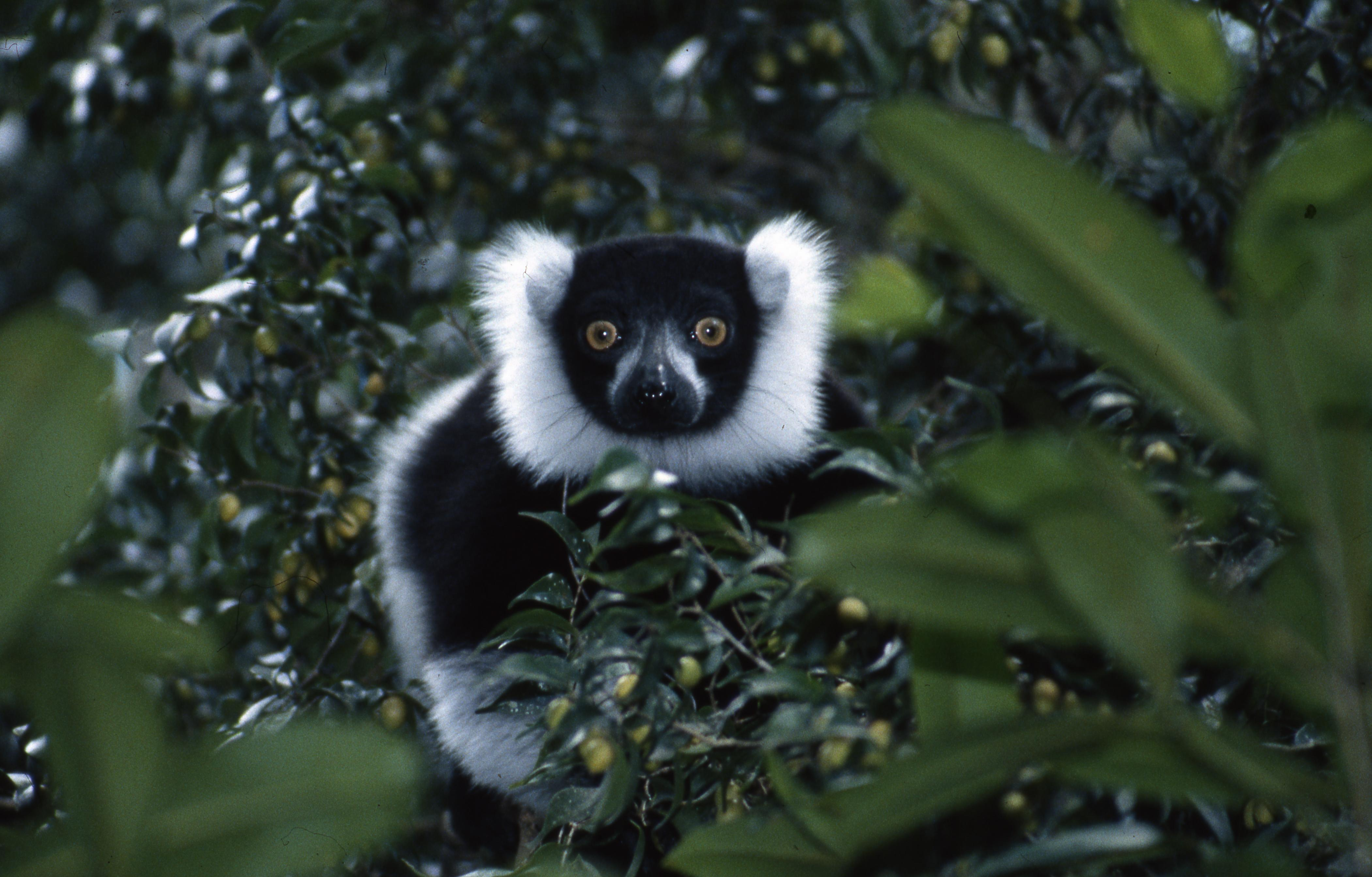
Varecia variegata

La riserva è classificata come Important Bird Area per la presenza di numerose specie di uccelli endemici tra cui l'ibis crestato di foresta (Lophotibis cristata), lo sparviero del Madagascar (Accipiter madagascariensis), l'astore di Henst (Accipiter henstii), la mesena bruna (Mesitornis unicolor), la ghiandaia marina terricola (Brachypteracias leptosomus), la ghiandaia marina squamosa (Geobiastes squamiger), il vanga di Bernier (Oriolia bernieri), il vanga di Pollen (Xenopirostris polleni) e il vanga dall'elmo (Euryceros prevostii).

Sono presenti 37 specie differenti di anfibi tra cui Aglyptodactylus madagascariensis, Anodonthyla boulengerii, Cophyla grandis, Mantella laevigata, Rhombophryne coudreaui, Scaphiophryne spinosa, Boophis spp., Heterixalus spp., Gephyromantis spp., Blommersia spp., Mantella spp., Guibemantis spp., Mantidactylus spp., Plethodontohyla spp.